# Fife (Washington)
Fife az Amerikai Egyesült Államok északnyugati részén, Washington állam Pierce megyéjében, a Pujallup rezervátum területén elhelyezkedő város. A 2010. évi népszámlálási adatok alapján 9173 lakosa van.
A térség első lakói a pujallup indiánok voltak, akiket az 1854-es egyezmény aláírását követően rezervátumba telepítettek. A valószínűleg William J. Fife ügyvédről és katonatisztről elnevezett 1957-ben kapott városi rangot.
A város iskoláinak fenntartója a Fife Public Schools.

## Éghajlat
A város éghajlata mediterrán (a Köppen-skála szerint Csb).

## Népesség
A 2010-es népszámláláskor a városnak 9173 lakója, 3642 háztartása és 2192 családja volt. A népsűrűség 615,2 fő/km2. A lakóegységek száma 3895, sűrűségük 261,2 db/km2. A lakosok 55,2%-a fehér, 8,2%-a afroamerikai, 3%-a indián, 15,5%-a ázsiai, 2,7%-a a Csendes-óceáni szigetekről származik, 7,6%-a egyéb, 7,8%-a pedig kettő vagy több etnikumú. A spanyol vagy latino származásúak aránya 17,4% (   )
A háztartások 35,4%-ában élt 18 évnél fiatalabb. 39,8% házas, 13,7% egyedülálló nő, 6,6% egyedülálló férfi, 39,8% pedig nem család. 29,7% egyedül élt; 4,2%-uk 65 éves vagy idősebb. Egy háztartásban átlagosan 2,5 személy élt; a családok átlagmérete 3,12 fő.
A medián életkor 30,9 év volt. A város lakóinak 25,7%-a 18 évesnél fiatalabb, 10,5% 18 és 24 év közötti, 36,9%-uk 25 és 44 év közötti, 20,4%-uk 45 és 64 év közötti, 6,5%-uk pedig 65 éves vagy idősebb. A lakosok 50,4%-a férfi, 49,6%-a pedig nő.

## Nevezetes személyek
- Kaleb McGary, amerikaifutball-játékos[14]
- Mark Emmert, a Washingtoni Egyetem egykori rektora[15]

## Fordítás
- Ez a szócikk részben vagy egészben  a   Fife, Washington című angol Wikipédia-szócikk ezen változatának fordításán alapul.  Az eredeti cikk szerkesztőit annak laptörténete sorolja fel. Ez a jelzés csupán a megfogalmazás eredetét és a szerzői jogokat jelzi, nem szolgál a cikkben szereplő információk forrásmegjelöléseként.